# Dossenus marginatus
Dossenus marginatus är en spindelart som beskrevs av Simon 1898. Dossenus marginatus ingår i släktet Dossenus och familjen Trechaleidae. Inga underarter finns listade i Catalogue of Life.